# 脳函
脳函（のうかん）または脳頭蓋（のうとうがい）（英: Neurocranium または Braincase）とは、生物の骨格における脳を囲んでいる部分をいう。
恐竜などの化石では、脳そのものは死後は腐敗してしまい残されないが、脳函が残されていれば、脳が入っていた空間や神経が通っていた穴を樹脂で型取りするなどの方法により、脳の形を復元することができる。
恐竜の脳函を研究することで、脳や神経の働きを解明する手がかりになることが期待されている。